# Штрандман, Карл Карлович
Карл Карлович Штрандман (нем. Karl Hermann Pontus von Strandmann или нем. Karl Gustav Eduard von Strandmann; 1838 или 1839 —1891) — русский генерал, участник Туркестанских походов. 

## Биография
Родился 30 сентября (12 октября) 1838 года или 30 сентября (12 октября) 1839 года и происходил из дворян Лифляндской губернии — сын Карла Густавовича Штрандмана. Русскоязычные источники указывают его оригинальное имя: Карл-Герман-Понтус, которое возможно принадлежало сыну подполковника Карла-Фридриха Оттовича Штрандмана (1789—1840) и Анны Стенбок; годы жизни Карла-Германа-Понтуса: 13.05.1836—17.08.1861.
Образование получил в Пажеском корпусе, по окончании которого, 6 июня 1857 года, был произведён в поручики и назначен в Переяславский драгунский полк, стоявший на Кавказе. По прибытии на место службы, ему сразу пришлось принять участие в делах против горцев и в 1859 году он получил орден Св. Анны 4-й степени с надписью «За храбрость».
13 декабря 1858 г. Штрандман был переведён корнетом в лейб-гвардии Гродненский гусарский полк и 12 апреля следующего года произведён в поручики, а спустя ещё два года — в штабс-ротмистры.
С началом Польского восстания в 1863 году вместе со своим полком он принимал участие в усмирении поляков и за отличия был награждён орденом Св. Анны 3-й степени с мечами и бантом; 4 апреля 1865 года его произвели в ротмистры, а в следующем году он получил орден Св. Станислава 2-й степени.
В начале 1867 года он оставил службу в гвардии и 13 апреля того же года был зачислен по армейской пехоте с откомандированием в распоряжение командующего войсками в Туркестанской области, где сначала был начальником Джизакского гарнизона, а затем в должности начальника кавалерии принял участие в Бухарской кампании. За отличие, оказанное при штурме Чапан-Атинских высот под Самаркандом, 1 мая 1868 г. Штрандман был произведён в полковники.
В 1869 году он был удостоен ордена Св. Анны 2-й степени с мечами и назначен в 3-й Елизаветградский гусарский полк. В этом полку он прослужил шесть лет, а затем был назначен командиром 14-го Митавского гусарского полка и с ним участвовал в Турецкой кампании.
6 января 1879 года он был произведён в генерал-майоры и назначен командиром 2-й бригады 8-й кавалерийской дивизии, с 14 февраля 1879 года командовал 1-й бригадой той же дивизии; в следующем году получил орден Св. Владимира 3-й степени. С 1 по 21 апреля 1881 года он был командиром лейб-гвардии Гродненского гусарского полка, а с 15 августа 1881 года снова стал командиром 2-й бригады 8-й кавалерийской дивизии. В 1886 году был награждён орденом Св. Станислава 1-й степени. Кроме того, имел прусский орден Красного орла 2-й степени (1879).
Скончался Штрандман в Одессе 25 августа (6 сентября) 1891 года.